# Ancient Dreams
Ancient Dreams (рус. Древние Мечты) — третий студийный альбом шведской дум-метал-группы Candlemass.

## Список композиций
Слова и музыка всех песен — Лейф Эдлинг, кроме указанных.
| №  | Название                                                                   | Длительность |
| -- | -------------------------------------------------------------------------- | ------------ |
| 1. | «Mirror Mirror»                                                            | 6:16         |
| 2. | «A Cry from the Crypt»                                                     | 7:25         |
| 3. | «Darkness in Paradise»                                                     | 6:46         |
| 4. | «Incarnation of Evil»                                                      | 7:18         |
| 5. | «Bearer of Pain»                                                           | 7:22         |
| 6. | «Ancient Dreams»                                                           | 7:04         |
| 7. | «The Bells of Acheron»                                                     | 5:20         |
| 8. | «Epistle No. 81» (Карл Микаэль Бельман)                                    | 4:37         |
| 9. | «Black Sabbath Medley» (Оззи Осборн, Тони Айомми, Гизер Батлер, Билл Уорд) | 6:14         |

- Трек «Black Sabbath Medley» — бонус-трек, состоящий из частей песен группы Black Sabbath: «Symptom of the Universe», «Sweet Leaf», «Sabbath Bloody Sabbath», «Into the Void», «Electric Funeral», «Supernaut», «Black Sabbath».

| №  | Название                      | Длительность |
| -- | ----------------------------- | ------------ |
| 1. | «Mirror Mirror» (live)        | 5:20         |
| 2. | «The Bells of Acheron» (live) | 5:01         |
| 3. | «Bearer of Pain» (live)       | 6:12         |
| 4. | «A Cry from the Crypt» (live) | 3:36         |
| 5. | «Interview»                   | 23:51        |

## Над альбомом работали

### Участники группы
- Мессия Марколин — вокал
- Ларс Йоханссон — гитара (соло)
- Матс Бьоркман — гитара (ритм)
- Лейф Эдлинг — бас-гитара, тексты (1—7), автор песен (1—8)
- Ян Линд — ударные

### Прочие
- Микке Линд — ремастеринг
- Венди Крамер — художественная работа, проектирование
- Питер Даль — мастеринг
- Рекс Гислен — сведение
- Ульф Магнуссон — фотография
- Микке Мортенссон — художественная работа, проектирование